# Motohiro Hata
Motohiro Hata (秦基博 Hata Motohiro?) (Nichinan, Miyazaki, Japón; 11 de octubre de 1980) es un cantante japonés. Debutó en la discográfica BMG Japón en 2006 con el sencillo Synchro (シンクロ shinkuro?).

## Primeros años
Hata es el menor de tres hermanos. Se trasladó a Yokohama cuando tenía 2 años. Comenzó a tocar la guitarra a los 3 años. En la escuela secundaria, comenzó a escribir canciones, y después de entrar en la escuela secundaria comenzó a trabajar plenamente como músico.

## Carrera
En 1999, actuó en su primer gran concierto en el FAD Yokohama, después de una remisión por uno de sus amigos.
En 2004, lanzó un EP, Orange no Haikei no Akai Seibutsu (オレンジの背景の赤い静物?). En 2006 fue firmado a Augusta Records después de llamar la atención de uno de los miembros del personal. Luego, fue el acto de apertura de Augusta Record en julio de ese mismo año. Debutó con el sencillo Synchro (シンクロ shinkuro?).
Su sencillo de 2008 Kimi, Meguru, Boku (キミ,メグル,ボク?), fue su primer top 20 hit, alcanzando el puesto # 15 en el Oricon. Kimi, Meguru, Boku fue utilizado como tema de apertura del anime, Itazura na Kiss. Desde entonces, ha tenido seis top 20 singles y dos álbumes top 10.
En 2010, su canción Tomei Datta Sekai se estrenó como la apertura de la séptima temporada de Naruto: Shippūden.
En 2012 tocó la canción Altair bajo el nombre de Motohiro Hata cumple sakamichi no Apollon para el final del anime Kids on the Slope, que se estrenó el 12 de abril de ese año.
La canción Goodbye Issac fue la cuarta pista final para el anime Hermanos del Espacio.
En 2013, su versión de Rain de Senri Oe fue destacado como el servicio de urgencias de El jardín de las palabras de Makoto Shinkai.
En 2014, Promesa de girasol (ひまわりの約束 Himawari no Yakusoku?) se utilizó como tema musical para la película de animación 3D de Doraemon (jap. STAND BY ME ドラえもん) .

## Discografía

### Álbum
- 2007 Contrast (コントラスト kontorasute?)
- 2008 Alright
- 2010 Documentary [1]
- 2013 Signed Pop
- 2015 Ao no Kokei (青の光景?)

### EP
- 2004 Orange no Haikei no Akai Seibutsu (オレンジの背景の赤い静物?)
- 2007 Bokura o Tsunagu Mono (僕らをつなぐもの?)
- 2012 End Roll EP

### Singles
- 2006 Synchro (シンクロ shinkuro?)
- 2007 Uroko (鱗?)
- 2007 Aoi Chō (青い蝶?)
- 2008 Kimi, Meguru, Boku (キミ、メグル、ボク?)
- 2008 Niji ga Kieta Hi (虹が消えた日?)
- 2008 Forever Song (フォーエバーソング fōebā songu?)
- 2009 Asa ga Kuru Mae ni (朝が来る前に?)
- 2009 Halation
- 2010 Ai (アイ?   Amor)
- 2010 Tōmei Datta Sekai (透明だった世界?)
- 2010 Filme de metro
- 2011 Minazuki (水無月?)
- 2012 Altair (アルタイル arutairu?)
- 2012 Dear Mr. Tomorrow
- 2013 Hatsukoi / Goodbye Issac (初恋?)
- 2013 Kotonoha (言ノ葉?)
- 2014 Dialogue Monologue
- 2014 Himawari no Yakusoku (ひまわりの約束?   Promesa de girasol)
- 2015 Suisai no Tsuki (水彩の月?)
- 2015 Q&A
- 2016 Sumire (スミレ?)
- 2016 70 Oku no Pieces / Owari no Nai Sora (70億のピース / 終わりのない空?)